# Wolfgang Schneider (Mediziner, 1932)
Wolfgang Schneider (* 8. Juli 1932 in Mülheim an der Ruhr; † 16. März 2011 in Düsseldorf) war ein deutscher Mediziner.

## Leben
Wolfgang Schneider studierte Medizin an den Universitäten in Tübingen, Bonn und Düsseldorf. 1958 wurde er in Bonn promoviert und absolvierte eine Ausbildung zum Facharzt für Innere Medizin an der Medizinischen Universitätsklinik Köln. Nach Tätigkeit als Oberarzt an der Medizinischen Universitätsklinik und Poliklinik Homburg wurde er 1971 zum Wissenschaftlichen Rat und Professor ernannt.
Am 1. Oktober 1977 wurde er Ordinarius für Innere Medizin an der Universität Düsseldorf und zugleich Direktor der Klinik für Hämatologie, Onkologie und Klinische Immunologie der Universitätsklinikums Düsseldorf. 1997 wurde er emeritiert.
Schneider galt als Experte für hämatologische Onkologie. Er war Gründer der Initiative „Leukämie Liga e.V.“ und war Vorstand und Mitglied des Ehrenausschusses der Rheinisch-Westfälischen Gesellschaft für Innere Medizin.